# Westdeutsche Funkstunde AG
Die Westdeutsche Funkstunde AG (WEFAG) war eine Rundfunkanstalt in Münster.

## Geschichte
Die WEFAG wurde am 15. September 1924 als neunte und letzte der deutschen Rundfunkanstalten gegründet. Eigentümer waren neben der Stadt Münster und der Reichspost auch zwei Kaufleute und ein Bankier. Die Wahl des Standortes war durch die Ruhrbesetzung begründet: Die Alliierten verboten nach dem Ersten Weltkrieg die Errichtung solcher Anlagen in den besetzten Rhein- und Ruhrgebieten.
Die WEFAG nahm am 10. Oktober 1924 den Sendebetrieb auf. Mit der Gründung der Westdeutschen Rundfunk AG (WERAG) 1926 in Köln wurde Münster zur Relaisstation. Der Sendebetrieb wurde größtenteils nach Langenberg verlegt und schließlich Anfang der 1930er Jahre in Münster gänzlich eingestellt.